# Erika Szűcs
Erika Szűcs est une femme politique et économiste hongroise.

## Biographie
Erika Szűcs naît le 2 avril 1951 à Budapest, en Hongrie. Elle étudie à l'Université d'économie nationale et mondiale. Elle est membre de l’Assemblée nationale hongroise de 2004 à 2014.